# Sport Luanda e Benfica
Sport Luanda e Benfica, beter bekend als Benfica de Luanda of gewoon Benfica, is een Angolese voetbalclub uit de hoofdstad Luanda. Ze spelen in de Girabola, de hoogste voetbaldivisie van Angola.
De club is tevens genoemd naar SL Benfica en heeft dezelfde kleuren. Het speelt zijn thuiswedstrijden in het Estádio da Cidadela, dat plaats biedt aan ruim 35.000 toeschouwers. De club werd opgericht in 1922.

## Erelijst
Beker van Angola
2014
Supercup Angola
2007
1° de Agosto ·
1° de Maio ·
Atlético Sport Aviação ·
Benfica Luanda ·
CR Caála · 
CD Huíla · 
GD Interclube · 
Kabuscorp SC ·
Recreativo do Libolo ·
Atlético Petróleos Namibe ·
Onze Bravos ·
Petro Atlético ·
Porcelana FC ·
Progresso do Sambizanga ·
GD Sagrada Esperança ·
Santos FC